# Daimler AG
Daimler AG (ISIN: DE0007100000) (từng được biết là DaimlerChrysler AG) là một công ty sản xuất ô tô của Đức và là nhà sản xuất ô tô lớn thứ 13 thế giới. Nếu tính theo thu nhập, thì đây là một trong những công ty lớn nhất của Đức. Ngoài sản xuất ô tô, Daimler còn chuyên sản xuất xe tải và cung cấp các dịch vụ tài chính thông qua nhánh Daimler Financial Services. Công ty này cũng nắm giữ cổ phần ở tập đoàn vũ trụ EADS, tập đoàn ô tô McLaren Group, nhà sản xuất xe tải của Nhật Mitsubishi Fuso Truck and Bus Corporation và nhà sản xuất ô tô Mỹ Chrysler Holding LLC.
DaimlerChrysler được thành lập năm 1998 khi nhà sản xuất Daimler-Benz của loại xe nổi tiếng Mercedes-Benz ở Stuttgart, Đức sáp nhập với công ty Chrysler của Mỹ. Bản hợp đồng này đã dẫn đến sự ra đời của một công ty mới, DaimlerChrysler. Tuy nhiên, sự sáp nhập lại không dẫn đến một thành công "xuyên đại dương" như các nhà sản xuất mong đợi và DaimlerChrysler thông báo vào ngày 15 tháng 4 năm 2007 rằng công ty sẽ bán Chrysler cho Cerberus Capital Management của Mỹ, một công ty cổ phần riêng chuyên cho việc tái thiết các công ty đang gặp khó khăn. Vào ngày 4 tháng 10 năm 2007, các cổ đông quan trọng của DaimlerChrysler đã có buổi họp và thông qua việc đổi tên công ty thành Daimler AG. Công ty quyết định lấy cái tên Chrysler LLC khi việc mua bán hoàn tất vào ngày 3 tháng 8 năm 2007.
Daimler sản xuất ô tô và xe tải dưới các nhãn hiệu Mercedes-Benz, smart, Freightliner và nhiều cái tên khác.